# Вертінген
Вертінген (нім. Wertingen) — місто в Німеччині, знаходиться в землі Баварія. Підпорядковується адміністративному округу Швабія. Входить до складу району Діллінген. Центр об'єднання громад Вертінген.
Площа — 51,80 км2. Населення становить 9356 ос. (станом на 31 грудня 2020).

## Галерея

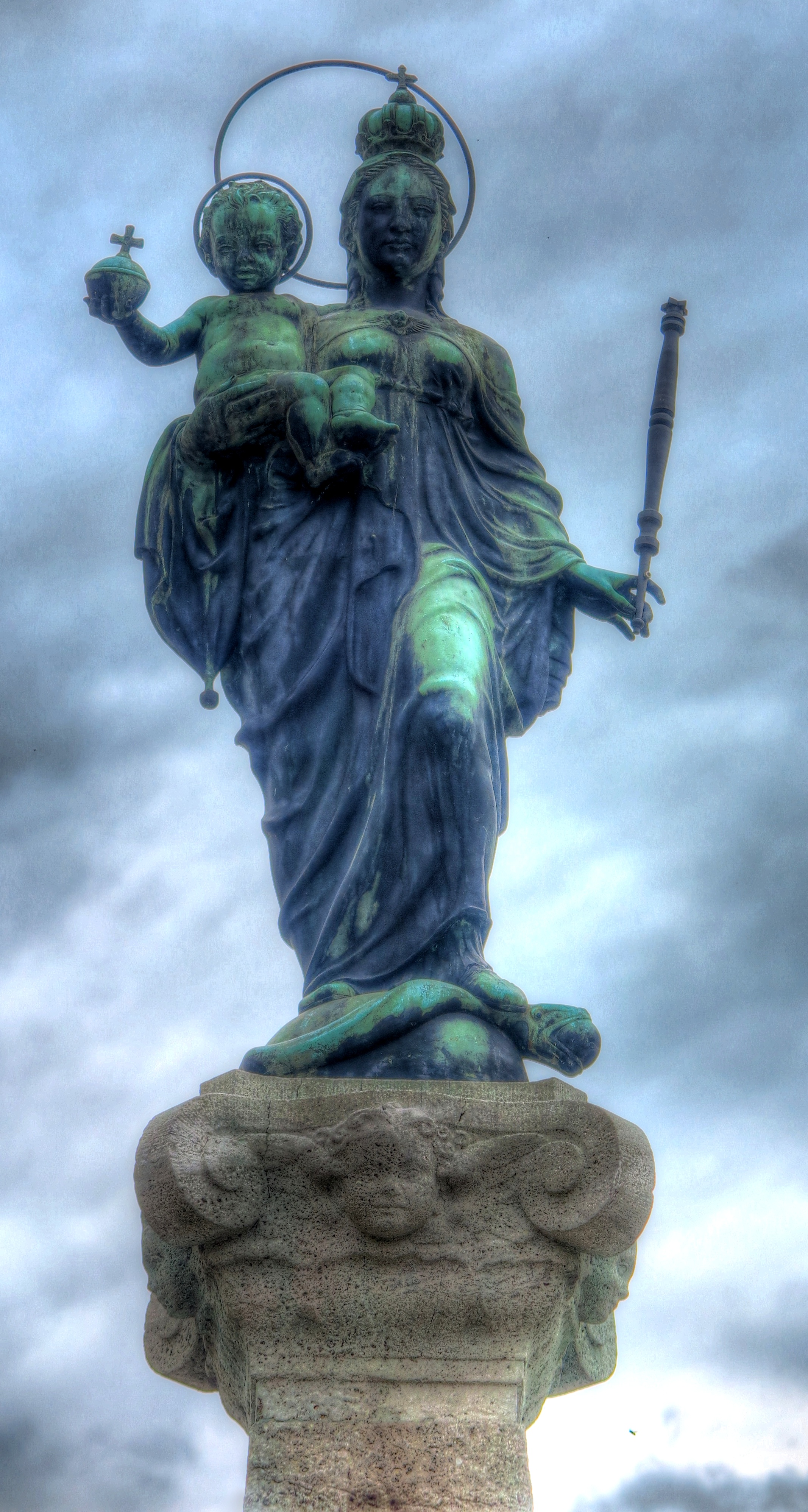
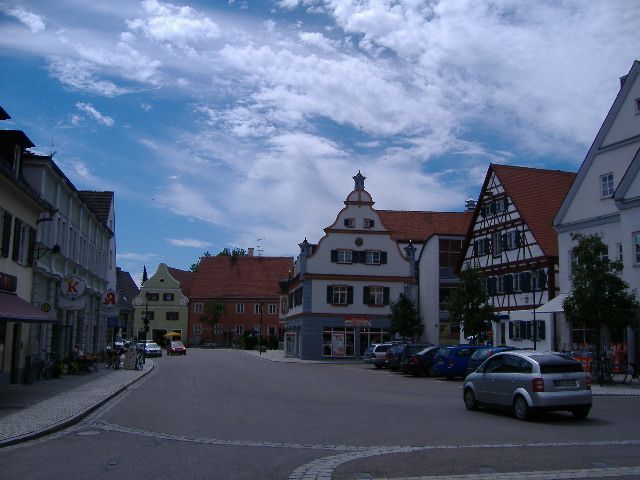
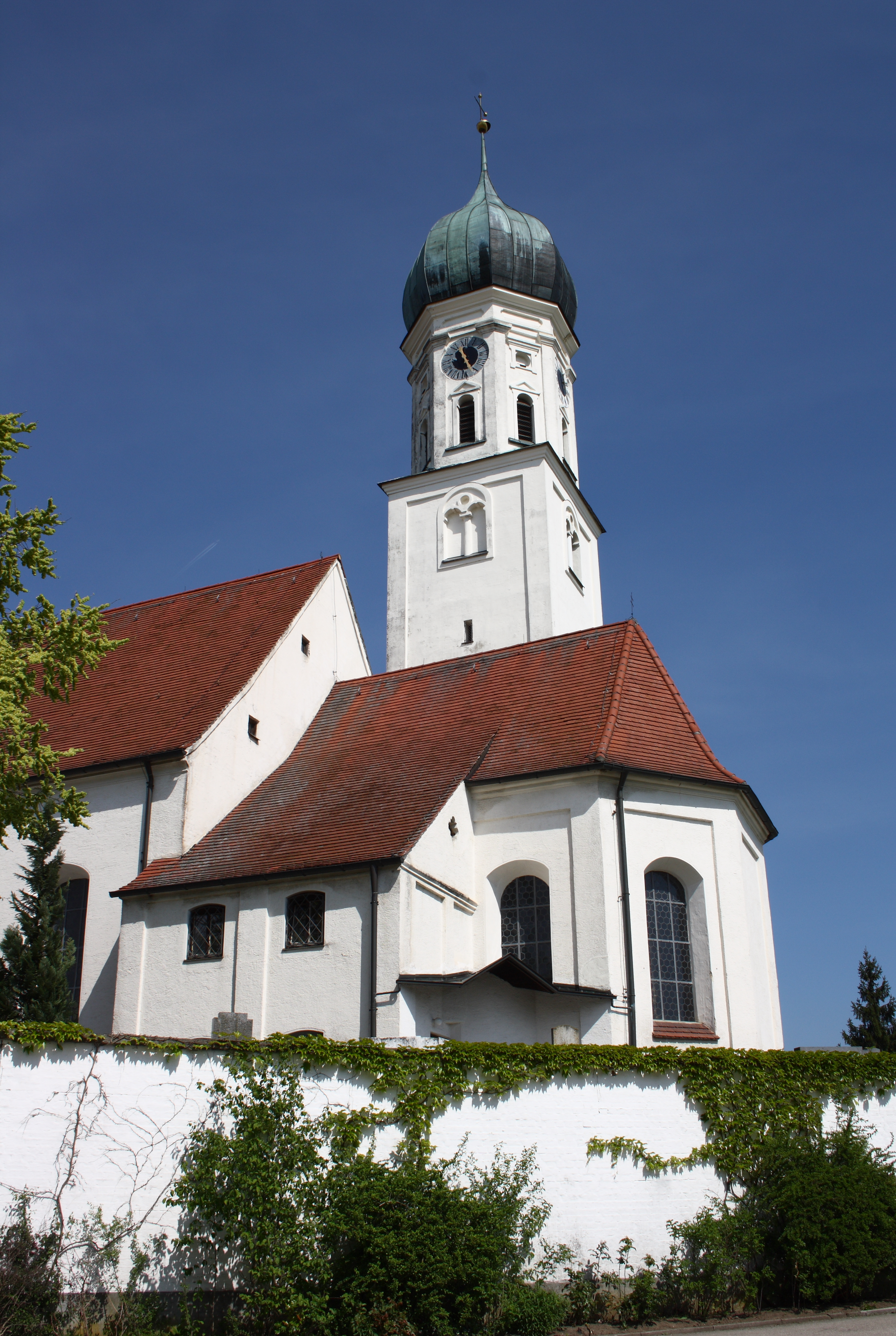
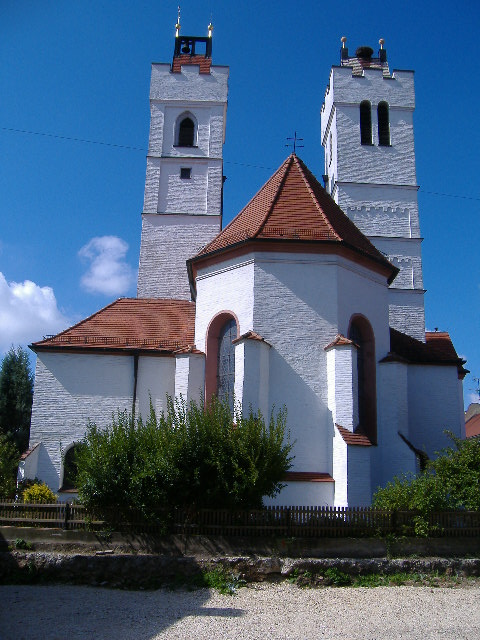
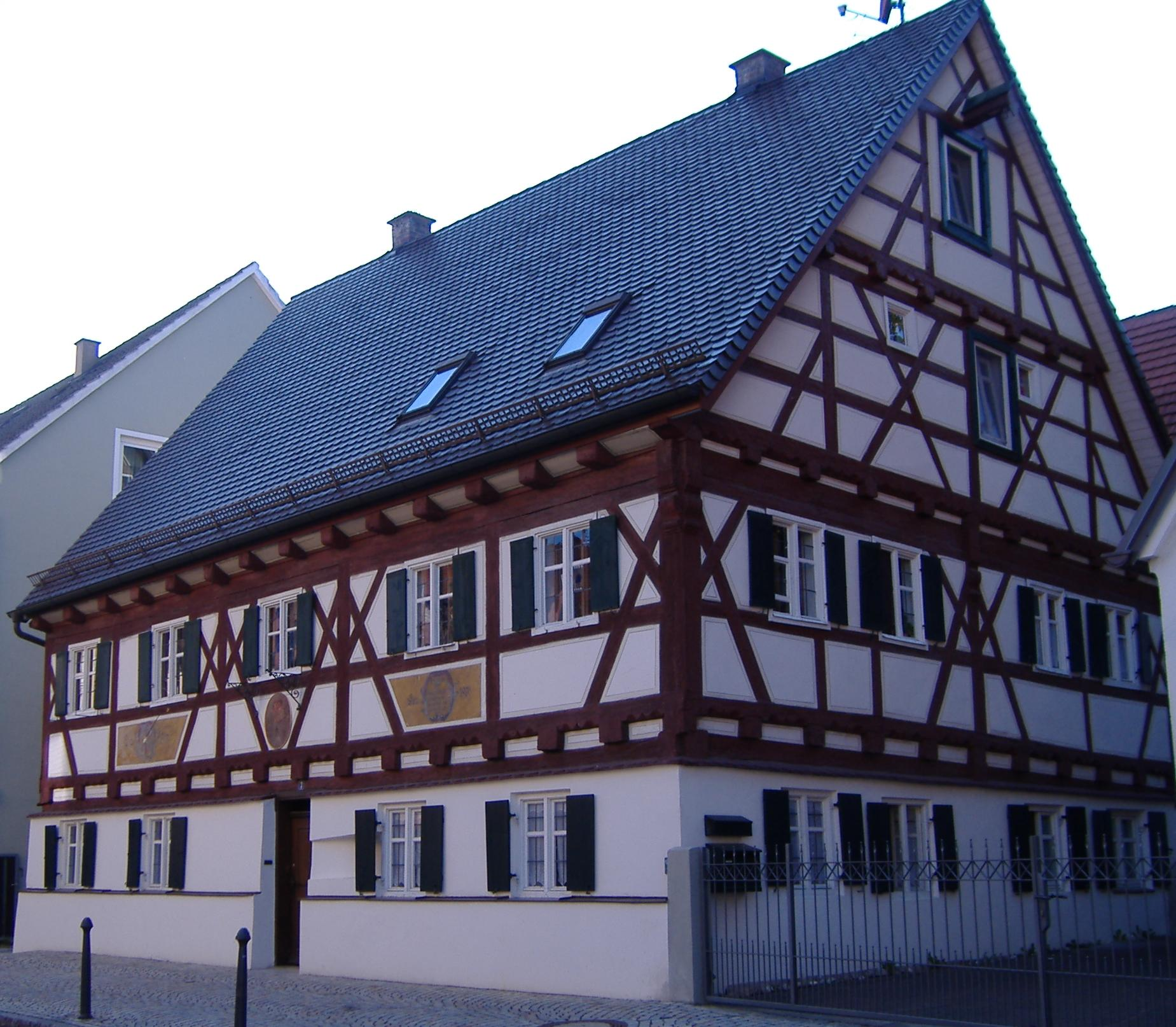
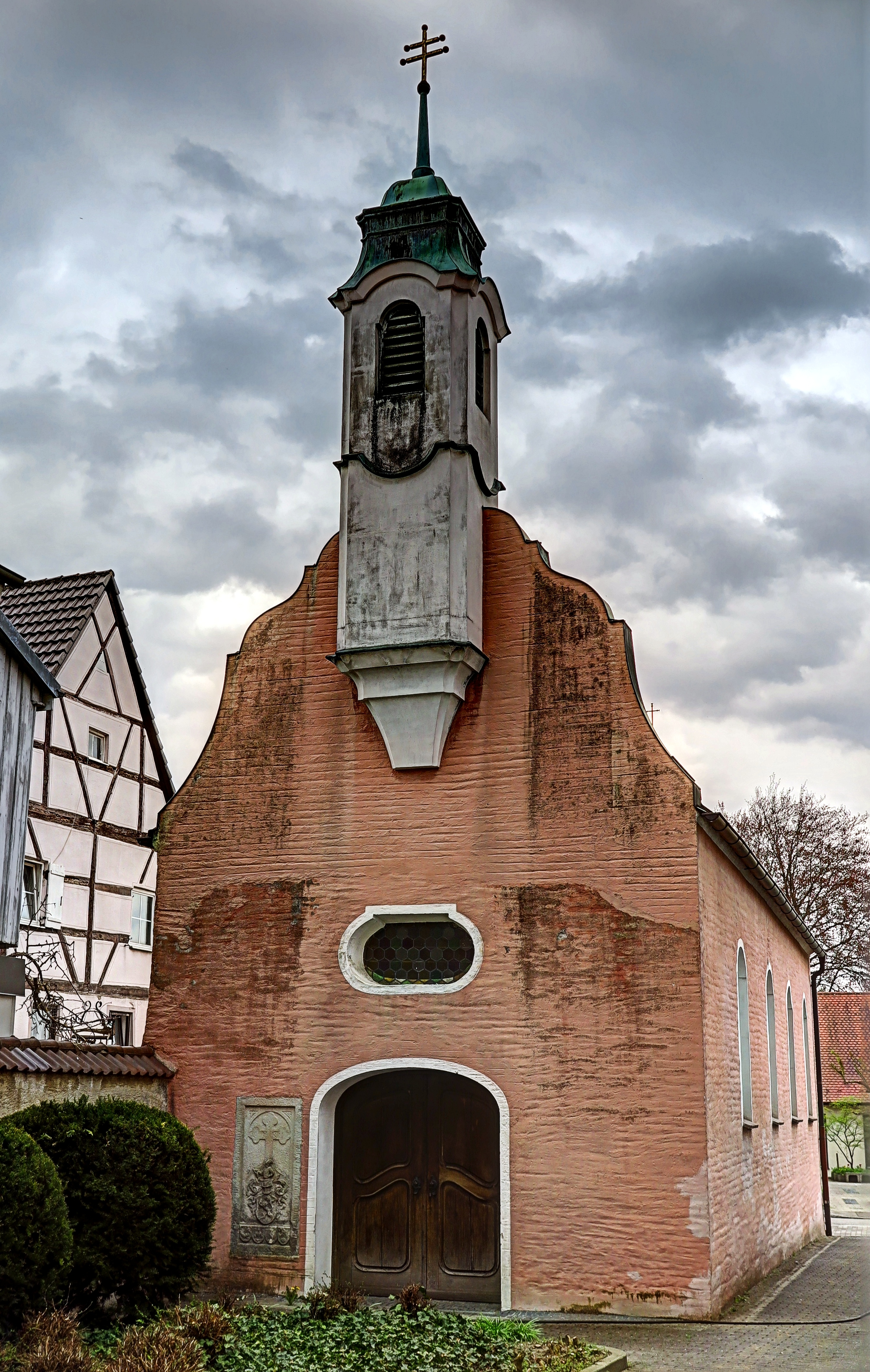